# Ivan Kirillovič Naryškin
Ivan Kirillovič Naryškin (1658 – 17. květnajul./ 27. května 1682greg. Moskva) byl ruský šlechtic, bojar a mladší bratr ruské carevny Natálie Kirillovny.

## Život
Narodil se jako syn Kirilla Polijektoviče Naryškina, jeho jméno se však v záznamech objevuje až od 1. září 1674, kdy již byl správcem a „spolehlivým mužem“. 
Poměrně brzy se oženil, 1. října 1674 se jeho manželkou stala Praskovja Alexejevna (rozená kněžna Lykovová), který poobědvala s carevnou Natalií Kirillovnou ve Zlaté carské komnatě.
Po smrti cara Alexeje I. Michajloviče a nástupu Fjodora III. Alexejeviče na trůn ztratil rod Naryškinů svůj dřívější význam a přední místo u dvora zaujali Miloslavští, příbuzní mladého cara prostřednictvím jeho matky, carevny Marie Iljiničny. 
Nedlouho poté lékař Davyd Berlov informoval o Ivanu Kirillovičovi, že měl přesvědčovat svého „držitele Ivana Orla“, aby zabil cara. V důsledku tohoto udání byl Ivan Kirillovič Naryškin bojarskou dumou odsouzen k trestu smrti upálením. Carským výnosem však byl rozsudek zmírněn a Ivan byl vyhoštěn do Rjazaně. Není známo, kdy přesně se Ivan Kirillovič vrátil z exilu, ale v den pohřbu cara Fjodora Alexejeviče už byl v Moskvě.

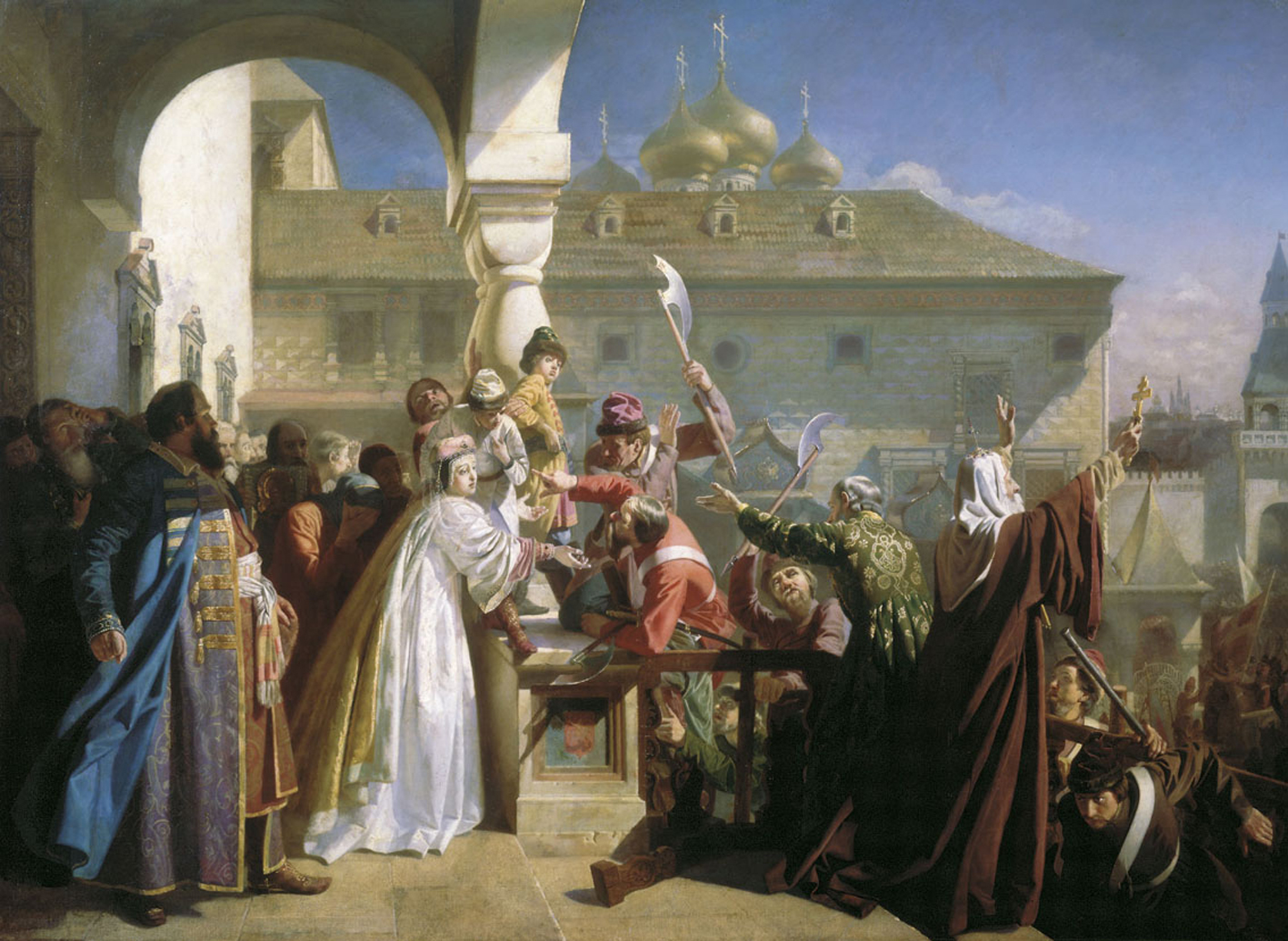
Carevna Natálie Kirillovna ukazuje syna Ivana střelcům, aby dokázala, že je živ a zdráv. Obraz od N. D. Dmitrijeva-Orenburského.

7. května 1682, po povstání střelců, car Petr Alexejevič slavnostně vystoupil na kremelských radách a následně rozdal různá ocenění příbuzným a příznivcům Naryškinů. Při té příležitosti získal Ivan Kirillovič bojarský titul a zbrojmistrem, což mezi bojary vzbudilo závist a nespokojenost. 
O týden později Ivan Miloslavskij a Petr Tolstoj šířili poplašnou zprávu, že Naryškinové uškrtili careviče Ivana Alexejeviče. Střelci vyhlásili poplach a přitáhli i s děly k paláci. Když jim však carevna ukázala Ivana Alexejeviče živého a zdravého, dav utichl.
Miloslavský s Tolstým si uvědomili, že pokud promeškají tento rozhodující okamžik, vojáci si uvědomí jejich podvod a budou mít potíže. Začali křičet, že Ivan Naryškin už si zkouší korunu a královské klenoty, a že i když carevič Ivan žije, je v nebezpečí. Vojáci se opět rozzuřil a zabili Matvejeva, knížete Dolgorukova a stolníka F. P. Saltykova, který byl mylně považován za jednoho z Naryškinů. Témuž osudu neunikl ani královnin bratr Afanasij Kirillovič, který se ukryl v kostele Vzkříšení pod trůnem.

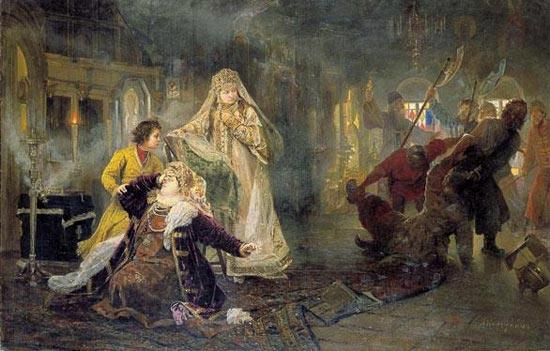
Střelci odvlékají Ivana Naryškina z paláce. Petr I. utěšuje svou matku, kněžna Žofie chrání Petra před neuváženými činy. Malba A. Korzuchin.

Druhý den ráno se lukostřelci objevili znovu a požadovali vydání Ivana Kirilloviče. V tento den se Ivan Kirillovič se svým otcem, svými mladšími bratry a Matvejevovým synem uchýlil nejprve do pokojů malé kněžny Natálie Alexejevny a poté do vzdálených komnat carevny Marfy Matvejevny, vdovy po Fjodoru Alexejevičovi. 17. května začali střelci vyhrožovat, že pokud jim Ivan Kirillovič nebude vydán, zabijí všechny bojary. Bojaři Ivana Kirilloviče lučištníkům vydali, jako výkupné za své vlastní životy a carevna se musela podřídit. 

Ivan Kirillovič byl odvezen do chrámu Spasitele za Zlatou mříží kde se statečně zpovědí a posledním pomazáním připravoval na mučednickou smrt. Carevně pak vzkázal:
" Smrti se nebojím, jen si přeji, aby má nevinná krev zastavila krveprolití."
Poté byl obviněn z vlastizrady a mučen. 27. května 1682 byl vyveden z žaláře na Rudé náměstí, kde byl popraven rozčtvrcením. O tři dny později byly části jeho těla shromážděny na a předány carevně Natalii Kirillovně, která je pohřbila ve Vysokopetrovském klášteře. 
Mučen a zabit byl také dvorní lékař cara Fjodora Alexejeviče, Dr. von Gaden. Tyto dvě vraždy byly poslední. Střelci se vydali se z Rudého náměstí do moskevského Kremlu do paláce s projevy oddanosti carské rodině. V konečném důsledku však vzpoura pro mnohé z podněcovatelů skončila neslavně.

### Postava Naryškina v beletrii
- A. N. Tolstoj, «Пётр Первый» (1934)
- Т. Т. Napolovová, «Царица-мачеха» (2006)